# Burong mangga

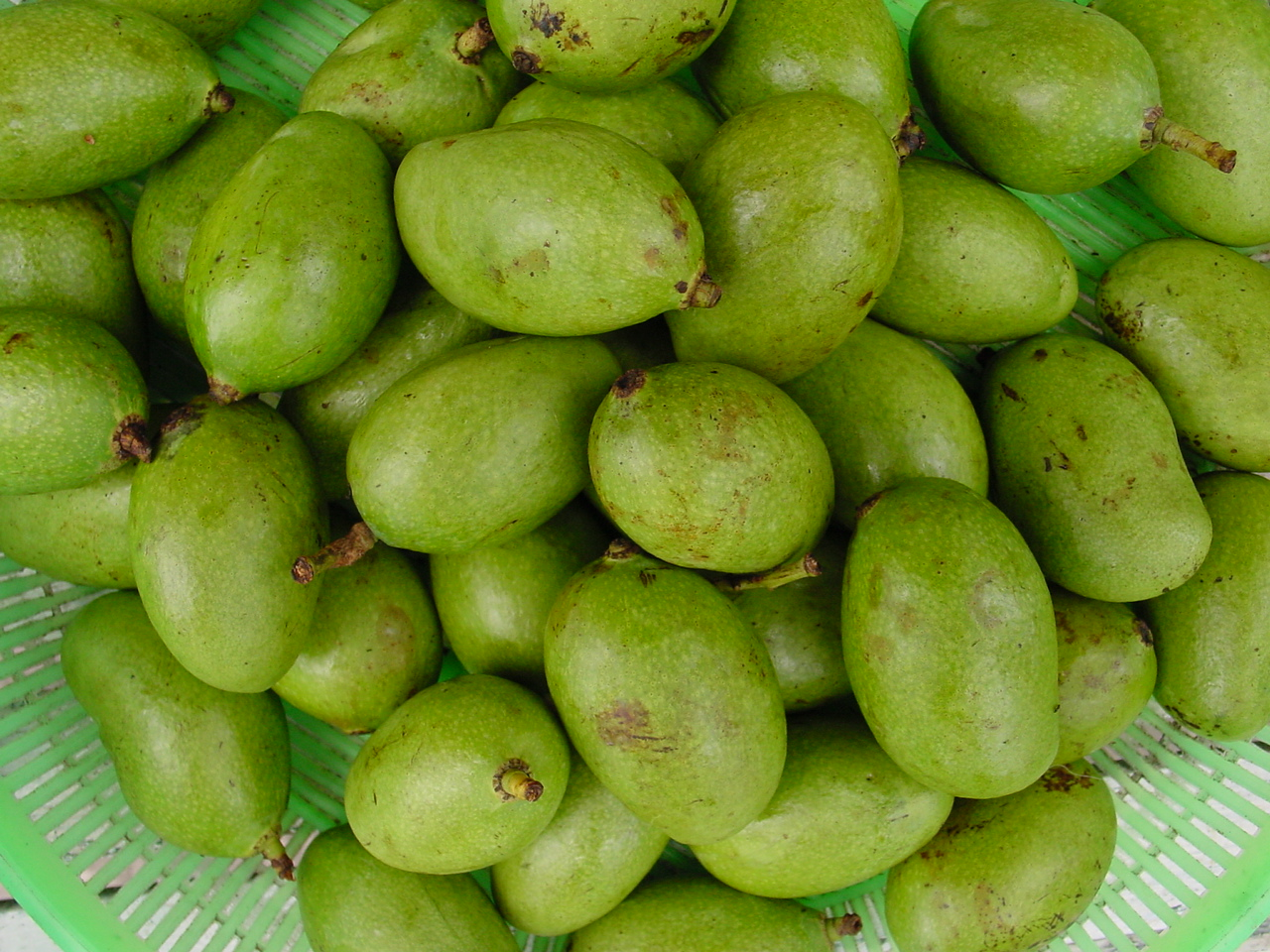
Mangos verdes: principal ingrediente del Burong mangga.

Burong mangga (encurtido de mangos) es un condimento de la cocina filipina elaborado mediante una mezcla de azúcar, sal y mangos verdes cortados en juliana y recubiertos por una salmuera. La mezcla de agua y azúcar se suele hervir primero antes de ser vertido en los mangos salados. Es considerado un alimento fermentado en el que el mango verde (hilaw na mangga) es una especie de encurtido.

## Usos
Este tipo de condimento suele servirse en los platos grasientos como puede ser el lechón. El encurtido de mango es una expresión popular de la cultura culinaria filipina. En algunas ocasiones se le añaden a la mezcla salada cierta cantidad de chilis picantes (denominados sili).